# Wereldbeker schaatsen 2015/2016 - Massastart mannen
De massastart voor mannen voor de wereldbeker schaatsen 2015/2016 stond voor de vijfde keer officieel op het programma, dit seizoen vijf keer, eenmaal minder dan in 2014/2015. De massastart stond dit seizoen voor de tweede maal ook op het programma van de wereldkampioenschappen schaatsen afstanden 2016 en de wereldbekerserie gold als kwalificatiereeks daarvoor.
Titelverdediger was de Zuid-Koreaan Lee Seung-hoon. Lee werd opgevolgd door Arjan Stroetinga die twee van de vijf wedstrijden won en de meeste punten verzamelde. Bart Swings won ook twee wedstrijden en werd tweede in eindstand. Alexis Contin won ook een wedstrijd, maar Fabio Francolini was regelmatiger en werd derde in het eindklassement.

## Reglementen
De mannen reden een race van 16 rondes. Na 4, 8 en 12 rondes was er een tussensprint waar de eerste drie rijders respectievelijk 5, 3, en 1 punt kregen. In de eindsprint na 16 rondes kregen de eerste drie rijders respectievelijk 60, 40, en 20 punten. De einduitslag werd eerst bepaald aan de hand van het behaalde aantal punten, op deze manier was de top drie van de eindsprint ook altijd het podium van de wedstrijd, terwijl achter het podium eerst alle schaatsers met punten uit de tussensprints kwamen. Voor rijders die een gelijk puntenaantal behaalden, inclusief diegenen zonder punten, was de volgorde van de eindsprint bepalend. Deelnemers die de race niet uitreden verloren eventuele punten behaald in de tussensprints.
De eerste vier wedstrijden was er ook een B-groep, het aantal schaatsers per land was beperkt tot maximaal drie in het totaal en maximaal twee per startdivisie.

## Podia
| Wedstrijd:     | Goud:                      | Tijd    | Punten | Zilver:                  | Tijd    | Punten | Brons:                     | Tijd    | Punten |
| Calgary        | Bart Swings België         | 7.31,30 | 65     | Jorrit Bergsma Nederland | 7.33,20 | 45     | Reyon Kay Nieuw-Zeeland    | 7.34,17 | 25     |
| Salt Lake City | Arjan Stroetinga Nederland | 7.19,76 | 60     | Fabio Francolini Italië  | 7.20,38 | 41     | Bart Swings België         | 7.20,51 | 21     |
| Inzell         | Alexis Contin Frankrijk    | 7.33,37 | 60     | Jorrit Bergsma Nederland | 7.33,76 | 48     | Fabio Francolini Italië    | 7.34,06 | 22     |
| Heerenveen (1) | Arjan Stroetinga Nederland | 7.22,37 | 63     | Fabio Francolini Italië  | 7.22,74 | 40     | Lee Seung-hoon Zuid-Korea  | 7.23,13 | 20     |
| Heerenveen (2) | Bart Swings België         | 8.06,55 | 68     | Fabio Francolini Italië  | 8.06,69 | 40     | Arjan Stroetinga Nederland | 8.06,80 | 21     |

## Eindstand
| #      | Schaatser         | Land          | CAL | SLC | INZ | HEE1 | HEE2 | Totaal |
| ------ | ----------------- | ------------- | --- | --- | --- | ---- | ---- | ------ |
| Goud   | Arjan Stroetinga  | Nederland     | 50  | 100 | 50  | 100  | 104  | 404    |
| Zilver | Bart Swings       | België        | 100 | 70  |     | 60   | 150  | 380    |
| Brons  | Fabio Francolini  | Italië        | 28  | 80  | 70  | 80   | 120  | 378    |
| 4      | Jorrit Bergsma    | Nederland     | 80  | 40  | 80  | 36   | 90   | 326    |
| 5      | Alexis Contin     | Frankrijk     |     | 60  | 100 | 50   | 32   | 242    |
| 6      | Andrea Giovannini | Italië        | 32  | 14  | 36  | 0    | 76   | 158    |
| 7      | Jordan Belchos    | Canada        | 21  | 18  | 32  | 40   | 36   | 147    |
| 8      | Reyon Kay         | Nieuw-Zeeland | 70  | 16  | 40  | 18   |      | 144    |
| 9      | Lee Seung-hoon    | Zuid-Korea    |     | 28  | 25  | 70   |      | 123    |
| 10     | Robert Watson     | Canada        | 18  | 8   | 45  | 28   | 24   | 123    |

2011/2012 · 
2012/2013 · 
2013/2014 · 
2014/2015 · 
2015/2016 · 
2016/2017 · 
2017/2018 · 
2018/2019 · 
2019/2020 · 
2020/2021 · 
2021/2022 · 
2022/2023 · 
2023/2024 · 
2024/2025